# Aubry de Trois-Fontaines
Pour les articles homonymes, voir Albéric, Aubry et Trois-Fontaines.
Albéric ou Aubry de Trois-Fontaines, en latin : Albericus Monachi Trium Fontanum, est un chroniqueur français des XIIe et XIIIe siècles. Probablement né à proximité de Liège, il est mort après janvier 1252 à l'abbaye de Trois-Fontaines.
Religieux de l'ordre de Cîteaux, moine de l'abbaye de Trois-Fontaines (diocèse de Châlons-sur-Marne), il a rédigé dès 1232 une Chronique, Chronica Alberici Monachi Trium Fontium, compilation de plusieurs autres chroniques anciennes, qui va depuis la Création du monde par Dieu jusqu'en 1241. Pour les événements survenus avant le XIIIe siècle, Albéric utilisa les livres 45 jusqu'au 49 du Chronicon d'Hélinand de Froidmont. Les événements survenus par la suite ont été décrits en détail par Alberic. Ainsi, il a décrit la Croisade des enfants et la Vie de l'empereur Henri VI du Saint Empire romain germanique.

## Éditions
La chronique est, sauf pour les éditions à partir du XVIIe siècle, uniquement conservée dans deux manuscrits, dont un se trouve à la Bibliothèque nationale de France (lat. 4896 A) et l'autre à Hanovre (Bibliothèque Gottfried-Wilhelm-Leibniz, XIII 748).
- Albrici Monachi Trium Fontium, « Chronica a monacho Novi Monasterii Hoiensis interpolata », dans Monumenta Germaniae Historica : Scriptorum, vol. 23, Hanovre, Paul Scheffer-Boichorst, 1874 (lire en ligne), p. 631-950 (édition critique).
- Dom Bouquet et Dom Brial, Recueil des historiens des Gaules et de la France, 1738.